# Kąty (powiat węgrowski)
Kąty – wieś w Polsce położona w województwie mazowieckim, w powiecie węgrowskim, w gminie Korytnica. Ma status sołectwa.
W latach 1954–1972 wieś należała i była siedzibą władz gromady Kąty. W latach 1975–1998 miejscowość należała administracyjnie do województwa siedleckiego.
Wieś jest siedzibą rzymskokatolickiej parafii Matki Bożej Częstochowskiej w Kątach.